# Powel Crosley Jr.
Powel Crosley Jr. (18 de septiembre de 1886 - 28 de marzo de 1961) fue un inventor, industrial y empresario estadounidense. También fue pionero de la radiodifusión comercial y propietario del equipo de béisbol de las Grandes Ligas Cincinnati Reds. Además, sus compañías fabricaban los automóviles Crosley y receptores de radio, y operaban la estación de radio WLW. Apodado "El Henry Ford de la Radio", fue incluido en el Salón de la Fama del Automóvil en 2010 y en el Salón de la Fama de la Radio Nacional en 2013. 
Junto con su hermano Lewis M. Crosley, fue el responsable de muchas novedades en productos de consumo y radiodifusión. Durante la Segunda Guerra Mundial, las instalaciones de Crosley produjeron más espoletas de proximidad que cualquier otro fabricante de EE. UU., introduciendo varias innovaciones en los procesos de producción. Crosley Field, un estadio de Cincinnati, Ohio, lleva su nombre, y la entrada principal a nivel de calle del Great American Ball Park en Cincinnati se llama Crosley Terrace en su honor. Sus propiedades de Pinecroft en Cincinnati (Ohio), y de Seagate, su antiguo refugio de invierno en Sarasota, (Florida), figuran en el Registro Nacional de Lugares Históricos. 

## Primeros años
Powel Crosley Jr. nació en 1886 en Cincinnati, Condado de Hamilton, Ohio, hijo de Charlotte Wooley (1864-1949) y del abogado Powel Crosley Sr. (1849-1932). Powel Jr. era el mayor de los cuatro hijos de la familia, que incluía a un hermano, Lewis, y a dos hermanas, Charlotte y Edythe. Crosley se interesó por la mecánica del automóvil a una edad temprana y quería convertirse en un fabricante de coches. Mientras vivía con su familia en College Hill, un suburbio de Cincinnati, Crosley, de doce años, hizo su primer intento de construir un vehículo.
Comenzó la escuela secundaria en el College Hill, desde donde pasó al Instituto Militar de Ohio. En 1904 se matriculó en la Universidad de Cincinnati, donde comenzó a estudiar ingeniería, pero se pasó a los estudios de derecho, principalmente para satisfacer a su padre, antes de abandonar la universidad en 1906 después de cursar dos años.

## Matrimonio y familia
Se casó con Gwendolyn Bakewell Aiken (1889-1939) en el condado de Hamilton, Ohio, el 17 de octubre de 1910. Tuvieron dos hijos, Powel Crosley III (1911–1948) y Martha Page Crosley (1912–1994). Después de su matrimonio, Crosley continuó trabajando en ventas de automóviles en Muncie con el fin de obtener el dinero necesario para comprar una casa, mientras que su esposa regresó a Cincinnati para vivir con sus padres. La joven pareja se veía los fines de semana, hasta que Crosley regresó a Cincinnati en 1911 para vivir y trabajar después del nacimiento de su primer hijo. Gwendolyn Crosley, que padecía tuberculosis, murió en la casa de invierno de los Crosley en Sarasota, Florida, el 26 de febrero de 1939.
Crosley se casó con Eva Emily Brokaw (1912-1955) en 1952, que moriría tres años después en Cincinnati, Ohio.

## Bienes raíces
La residencia principal de Crosley era Pinecroft, una casa de campo construida en 1929 en la sección de Mount Airy de Cincinnati, Ohio. También hizo que Seagate, un refugio de invierno en el condado de Manatee, Florida, fuera construido para su primera esposa, Gwendolyn. Además, era el dueño de varias propiedades de vacaciones. 

### Pinecroft
Pinecroft, una mansión de dos pisos y 13 334 pies cuadrados (1239 m²) de estilo neo-tudor y otros edificios en su finca de Mount Airy fue diseñada por el arquitecto con sede en Nueva York Dwight James Baum, siendo construida en 1928–29. La hija de Crosley, Marth Page (Crosley) Kess, vendió la propiedad después de la muerte de su padre en 1961, y las Franciscanas Hermanas de los Pobres adquirieron la propiedad en 1963. El Hospital Saint Francis compró una porción de la propiedad al norte de la mansión Crosley en 1971 y construyó un hospital, que pasó a llamarse Mercy Hospitals West en 2001. La tierra que rodea la casa se ha subdividido en parcelas, pero las Hermanas Franciscanas han utilizado la mansión como refugio desde principios de los años setenta. Pinecroft fue agregado al Registro Nacional de Lugares Históricos en 2008.

### Seagate

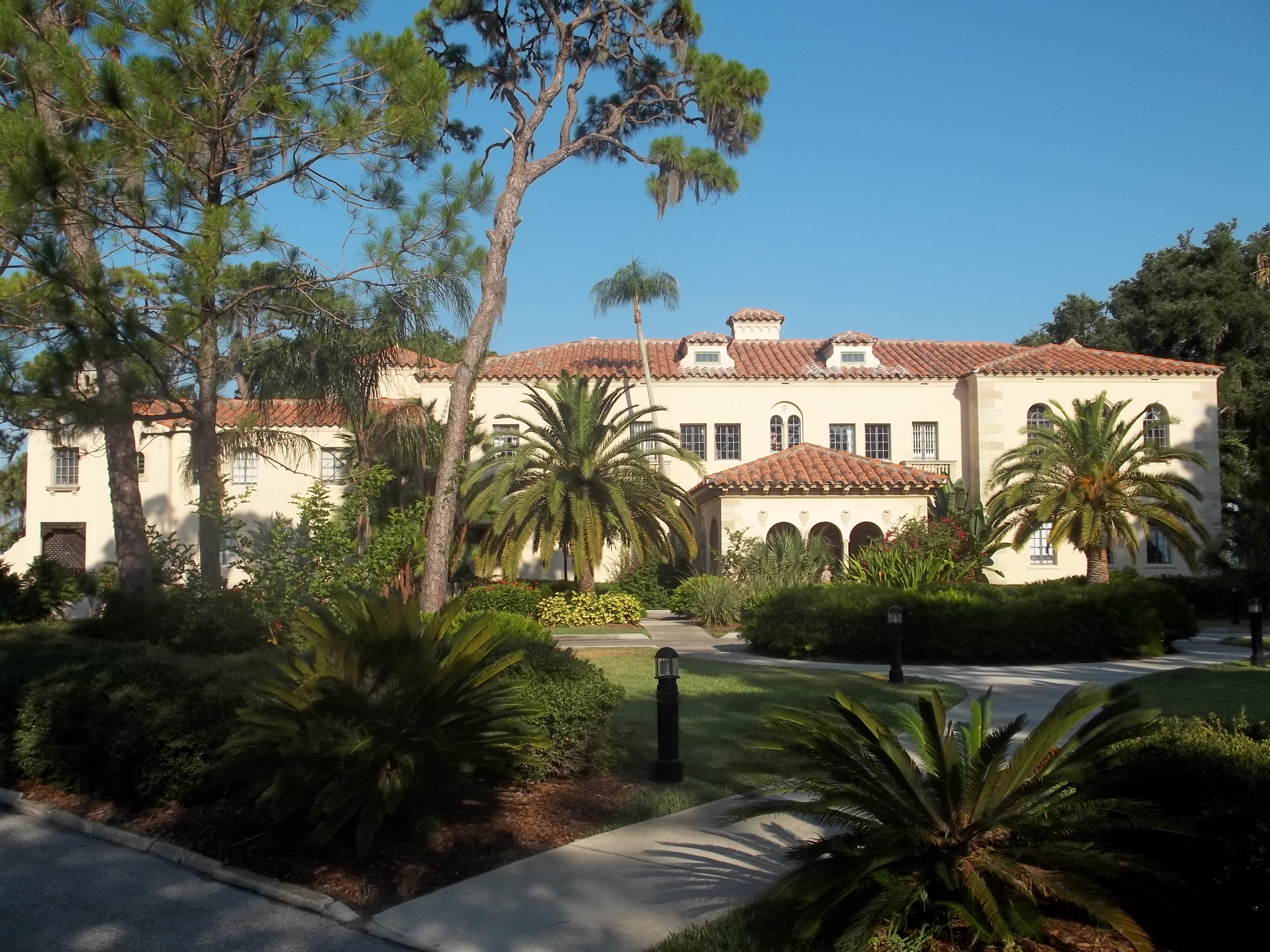
Seagate

Seagate, también conocido como Bay Club, una propiedad situada junto a la bahía de Sarasota en la zona suroeste del condado de Manatee, Florida, era una casa de estilo mediterráneo diseñada por el arquitecto de Sarasota y de Nueva York George Albree Freeman Jr., con Ivo A. de Minicis, un arquitecto de Tampa, Florida, como autor de los planos. El contratista de Sarasota Paul W. Bergman construyó los 11 000 pies cuadrados (1021,9 m²) del retiro de invierno en 1929-30 sobre una parcela de 63 acres (25,5 ha). La casa de dos pisos y medio cuenta con diez habitaciones y diez baños, así como con garajes auxiliares y viviendas para el personal. Contiene y, según los informes, es la primera residencia construida en Florida en usar una estructura de acero para proporcionar protección contra incendios y huracanes. Después de que la esposa de Crosley, Gwendolyn, muriera de tuberculosis en el retiro en 1939, rara vez usaba la casa. Durante la Segunda Guerra Mundial, Crosley permitió que el Cuerpo Aéreo del Ejército usara la propiedad para entrenar a los aviadores destinados en la cercana Base Aérea del Ejército de Sarasota. Vendió la propiedad inmobiliaria en 1947 a la Corporación D y D.
Mabel y Freeman Horton compraron la propiedad en 1948 y fueron propietarios de Seagate durante casi cuarenta años. La casa y 45 acres (18,2 ha) de la propiedad se agregaron al Registro Nacional de Lugares Históricos el 21 de enero de 1983, por un propietario posterior que tenía la intención de construir un proyecto de condominio exclusivo en la finca utilizando la vivienda histórica como casa club, pero el proyecto fracasó cuando la economía entró en crisis poco después. Kafi Benz, de los Amigos de Seagate, una corporación sin fines de lucro, y los residentes locales salvaron a Seagate del desarrollo comercial e iniciaron una campaña para su preservación y adquisición pública. En 1991, el estado de Florida compró la propiedad y 16,5 acres (6,7 ha) de la finca frente a la bahía que incluía las estructuras que Crosley había construido en 1929-30. Una porción más grande de la propiedad original se convirtió en un campus satélite de la Universidad del Sur de Florida. El campus de la Universidad del Sur de Florida Sarasota-Manatee abrió sus nuevas instalaciones en agosto de 2006. La mansión actual, llamada Powel Crosley Estate, se utiliza como lugar de reunión, conferencias y diversos eventos.

### Casas de vacaciones
Crosley, un ávido deportista, también era dueño de varios campamentos de deportes, caza y pesca, incluido un refugio en una isla llamado Nikassi en McGregor Bay, Lago Hurón, Canadá; Bull Island, Carolina del Sur; la Plantación Pimlico, a lo largo del río Cooper al norte de Charleston, Carolina del Sur; Sleepy Hollow Farm, un refugio en el Condado de Jennings, Indiana, y una casa en Cayos Cat, Bahamas.

## Comienzo de su carrera
Crosley comenzó a trabajar vendiendo bonos para un banquero de inversión; sin embargo, a la edad de veintiún años, decidió comenzar a trabajar en la fabricación de automóviles. Las técnicas de producción en masa empleadas por Henry Ford también llamaron su atención y serían aplicadas por su hermano, Lewis, cuando los dos comenzaron a fabricar radios en 1921. 
En 1907, Crosley formó una compañía para construir el Marathon Six, un modelo con motor de seis cilindros al precio de 1700 dólares, situado en la banda inferior del mercado de automóviles de lujo. Con 10.000 dólares de capital que recaudó de los inversores, fundó la compañía Marathon Six Automotive en Connersville, Indiana, dedicada a la fabricación de automóviles económicos. Construyó un prototipo de su automóvil, pero poco después un pánico financiero en todo el país provocó una disminución del capital de inversión y no pudo financiar su proyecto.
Todavía decidido a establecerse como fabricante de automóviles, Crosley se mudó a Indianápolis, Indiana, donde trabajó para Carl G. Fisher como dependiente de una tienda en la Compañía de Automóviles Fisher. Crosley se quedó durante aproximadamente un año, pero se fue después de que se rompió un brazo al accionar la palanca de arranque de un coche en el concesionario. Después de recuperarse de su lesión en su casa de College Hill, regresó a Indianápolis en 1909 para trabajar brevemente para varios fabricantes de automóviles, siendo asistente del gerente de ventas de la Parry Auto Company y vendedor de la National Motor Vehicle Company. También se ofreció para ayudar a promover el equipo de coches de carreras National. Su siguiente trabajo consistió en obtener publicidad para Motor Vehicle, un diario de comercio del automóvil, pero en 1910 se mudó a Muncie, Indiana, donde trabajó en ventas para la Inter-State Automobile Company y promovió su equipo de carreras.

## Fabricante de automóviles y accesorios por primera vez
Después de regresar a Cincinnati, Ohio, en 1911, Crosley vendió y escribió anuncios para empresas locales, pero continuó persiguiendo sus intereses en la industria automotriz. Fracasó en sus primeros intentos dedicados a fabricar coches para la Compañía de Automóviles Hermes y autociclos para la Compañía de Autociclos De Cross y para la Compañía L. Porter Smith and Brothers, antes de encontrar el éxito financiero en la fabricación y distribución de accesorios para automóviles.
En 1916 cofundó la American Automobile Accessory Company con Ira J. Cooper. El éxito de ventas de la compañía vino gracias a un tratamiento para revestir neumáticos inventado por Crosley. Otro producto popular era un soporte que sostenía cinco banderas estadounidenses y se sujetaba a las tapas de los radiadores. Hacia 1919, sus ventas de accesorios del automóvil alcanzaron el millón de dólares. También se diversificó en otros productos de consumo, como bastidores de fonógrafos, radios y electrodomésticos. La mayor fortaleza de Crosley fue su capacidad para inventar nuevos productos, mientras que su hermano, Lewis M. Crosley, sobresalió en los negocios. Lewis también se convirtió en jefe de las operaciones de fabricación de Crosley.
En 1920, Crosley seleccionó por primera vez a distribuidores locales independientes como la mejor manera de llevar sus productos al mercado. Insistió en que todos los vendedores de sus productos debían brindar al consumidor lo mejor en piezas, servicio y satisfacción. Siempre sensible a los consumidores, sus productos a menudo eran menos costosos que los de otras marcas, pero estaban garantizados. La "garantía de devolución del dinero" de Crosley sentó un precedente para algunas de las políticas de ventas más destacadas de la actualidad. 

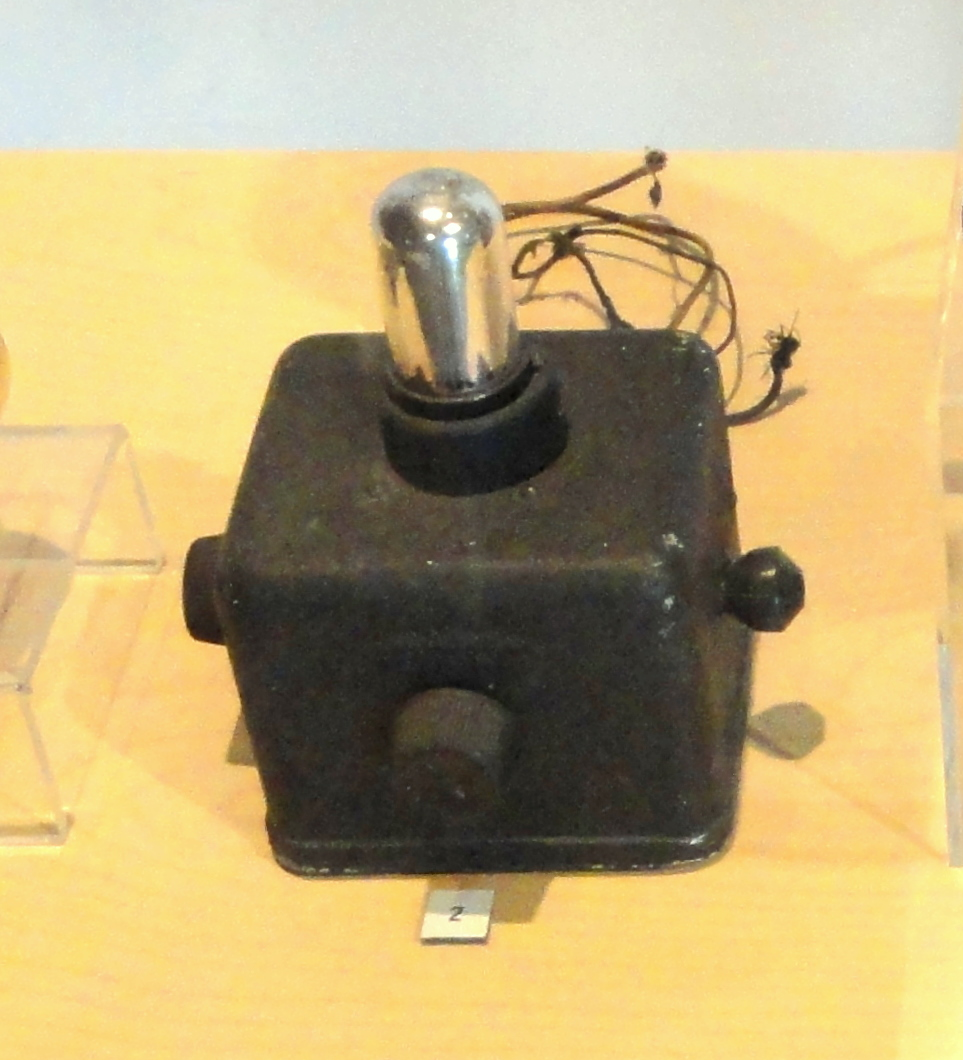
La radio de una lámpara Crosley Pup

## Fabricante de aparatos de radio

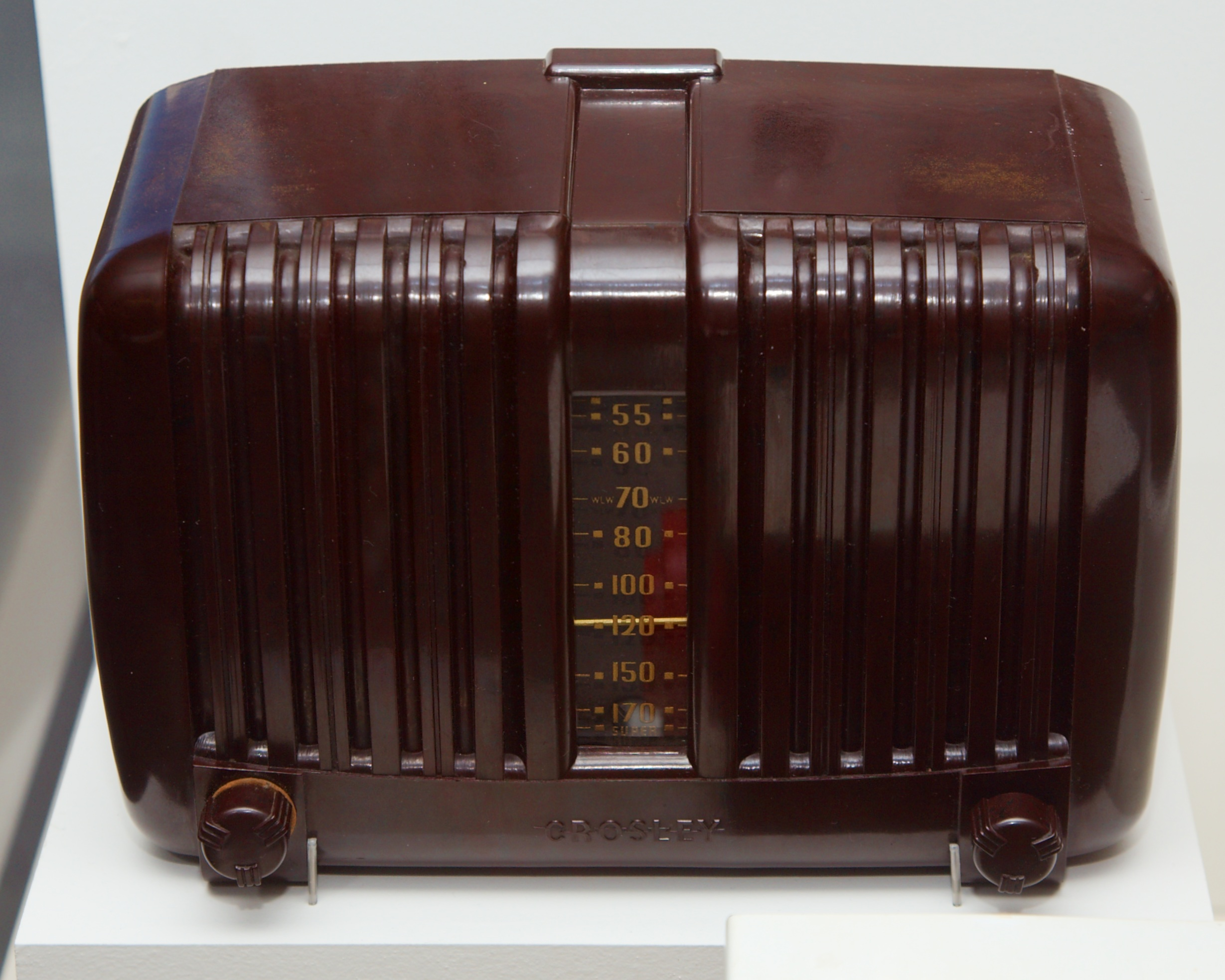
Una radio Crosley de finales de la década de 1930. La banda "70" está marcada con el rótulo "WLW", correspondiente a la emisora propiedad de Crosley

Por sus contribuciones a la fabricación de los primeros aparatos de radio populares, Crosley se ganó el apodo de "El Henry Ford de la Radio". En 1921, su hijo pequeño le pidió una radio, un artículo nuevo en ese momento, y se sorprendió de que las radios de juguete costaran más de 100 dólares en una tienda local. Con la ayuda de un folleto llamado El ABC de la radio, decidió junto a su hijo ensamblar los componentes y construir su propio equipo de radio de galena. Crosley reconoció de inmediato el atractivo de una radio barata y contrató a dos estudiantes de la Universidad de Cincinnati para ayudar a diseñar un aparato de bajo costo que pudiera ser producido en masa. Llamó a este aparato de radio "Harko", y lo introdujo en el mercado en 1921. El equipo de radio económico se vendía por 7 dólares, lo que lo hizo asequible para las masas. Pronto, Crosley Radio Corporation estaba fabricando componentes de radio para una industria en rápido crecimiento, a la vez que producía su propia línea de radioreceptores.
Para 1924, Crosley había trasladado su compañía a una planta más grande, que se expandiría todavía más posteriormente. La Crosley Radio Corporation se convirtió en el mayor fabricante de radios del mundo en 1925; su eslogan, "Estás ahí con una Crosley", se usó en toda su publicidad.
En 1925, Crosley introdujo otro aparato de radio de bajo costo. La pequeña radio regenerativa de una sola lámpara de vacío se llamaba "Crosley Pup" y se vendía por 9,75 dólares. Mientras que la compañía Victor tenía a Nipper, su famoso logotipo que muestra a un perro escuchando "La Voz de su Amo" reproducida por un fonógrafo, Crosley adoptó como mascota un perro con auriculares escuchando una radio Crosley Pup. 

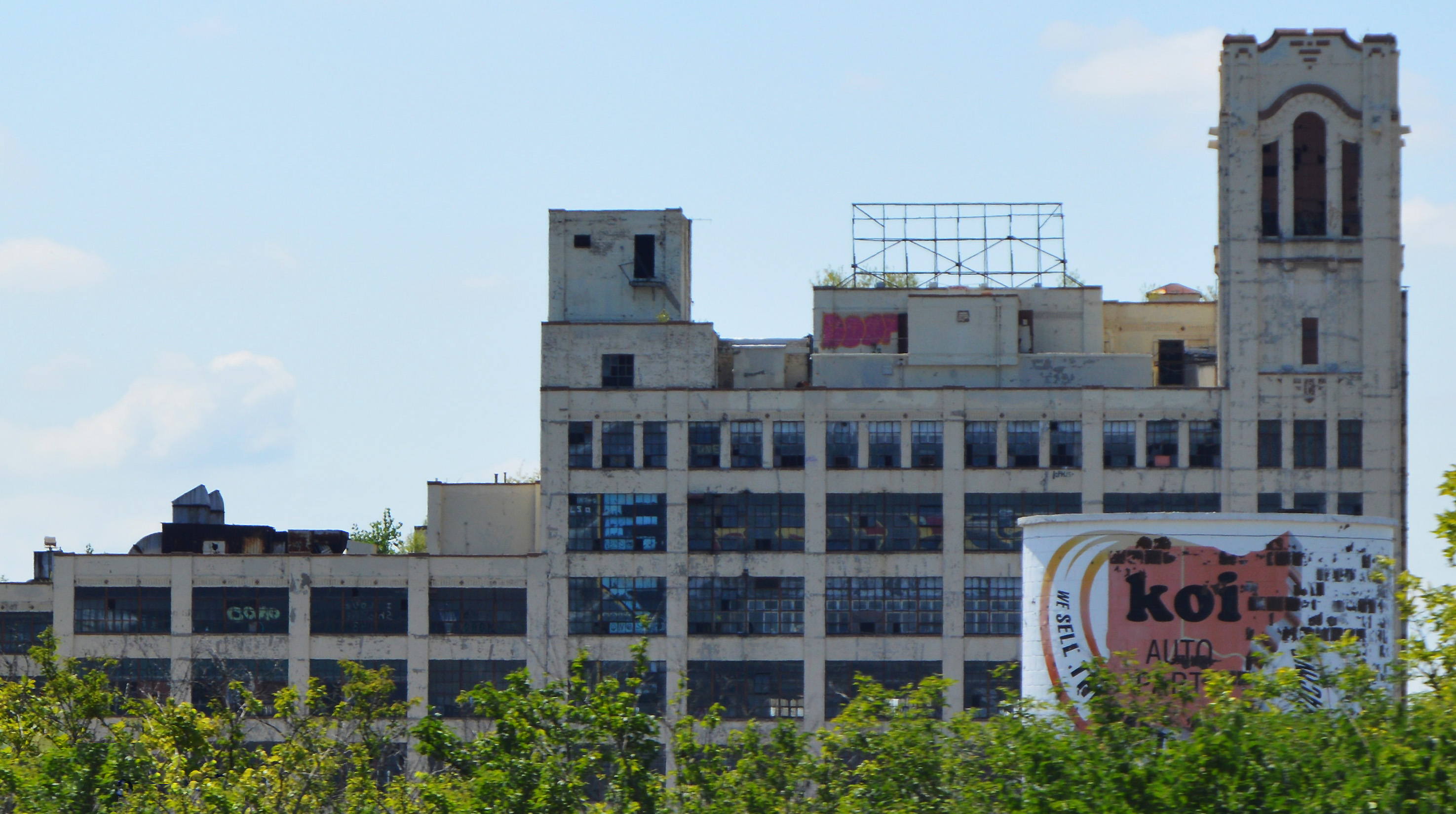
Edificio Crosley, Cincinnati

En 1928, la firma organizó la construcción del edificio Crosley en Camp Washington, un vecindario de Cincinnati, y usó las instalaciones para la fabricación de radiorreceptores, para la transmisión de emisiones de radio y para fabricar otros dispositivos.
En 1930, Crosley comercializaba el "Roamio", un modelo de radio con un "potente altavoz de rejilla con pantalla de neutrodina" para su uso en los automóviles. Con un precio de 75 dólares, sin accesorios ni instalación, se decía que podía recibir treinta estaciones sin importar la intensidad de la señal.

## Radiodifusión
Una vez que Crosley se estableció como fabricante de aparatos de radio, decidió expandirse a la transmisión como una forma de alentar a los consumidores a comprar más radios. En 1921, poco después de que construyera sus primeros radioreceptores, comenzó sus transmisiones experimentales desde su casa con un transmisor de 20 vatios utilizando el distintivo de llamada 8CR. El 22 de marzo de 1922, la Crosley Broadcasting Corporation recibió una licencia comercial para operar como WLW a 50 vatios. Dorman D. Israel, un joven ingeniero de radio de la Universidad de Cincinnati, diseñó y construyó los primeros dos transmisores de radio de la estación (a 100 y 1000 vatios). La Corporación Crosley afirmó que en 1928 WLW se convirtió en la primera estación comercial de 50 kilovatios en los Estados Unidos con un horario de transmisión regular. En 1934, Crosley puso en el aire un transmisor de 500 kilovatios, convirtiendo a la WLW en la estación con el transmisor de radio más poderoso del mundo durante los cinco años siguientes. En ocasiones, la potencia de la estación se incrementó hasta los 700.000 vatios. 
A lo largo de la década de 1930, la WLW de Cincinnati fue considerada "la estación de la nación", produciendo muchas horas de programación en red cada semana. Entre los artistas que actuaron en vivo desde los estudios de WLW se encontraban Red Skelton, Doris Day, Jane Froman, Fats Waller, Rosemary Clooney y los hermanos Mills. La estación de Crosley también desarrolló algunas de las primeras "telenovelas" radiofónicas, con Procter and Gamble como patrocinador inicial. En 1939, la Comisión Federal de Comunicaciones (FCC) dictaminó que la WLW tenía que reducir su potencia a 50 kilovatios, en parte porque interfería con las transmisiones de otras estaciones, pero en gran parte debido a sus competidores más pequeños, que se quejaron de las ventajas técnicas y comerciales de la estación con sus transmisiones de 500 kilovatios. 
Durante la Segunda Guerra Mundial, WLW reanudó sus poderosas transmisiones de 500 kilovatios en cooperación con el gobierno de los Estados Unidos. Las transmisiones de WLW desde Ohio se podían escuchar en lugares tan lejanos como Sudamérica y Europa. El transmisor de 500 kilovatios fue embalado para su envío a Asia, pero la guerra terminó antes de ser enviado. Los ingenieros de WLW también construyeron transmisores de onda corta de alta potencia en un lugar situado a unas 25 millas (40,2 km) al norte de Cincinnati. Crosley Broadcasting, bajo contrato con el gobierno de los EE. UU., comenzó a operar la Estación de Retransmisión Bethany, que se dedicó a partir del 23 de septiembre de 1944 a transmitir la programación de la "Voz de América". Las transmisiones de la emisora continuaron hasta 1994. 
La compañía de transmisión de Crosley finalmente se expandió a otros mercados. En 1929 ya estaba experimentando con la transmisión de televisión, cuando recibió una licencia de televisión experimental de la Comisión Federal de Radio (FRC), que más tarde se convirtió en la FCC. Crosley Broadcasting no salió al aire con la programación televisiva regular como WLWT hasta que Crosley vendió la compañía a la Aviation Corporation (Avco) y se convirtió en miembro de la junta directiva de la compañía. 

## Fabricante de electrodomésticos y productos de consumo

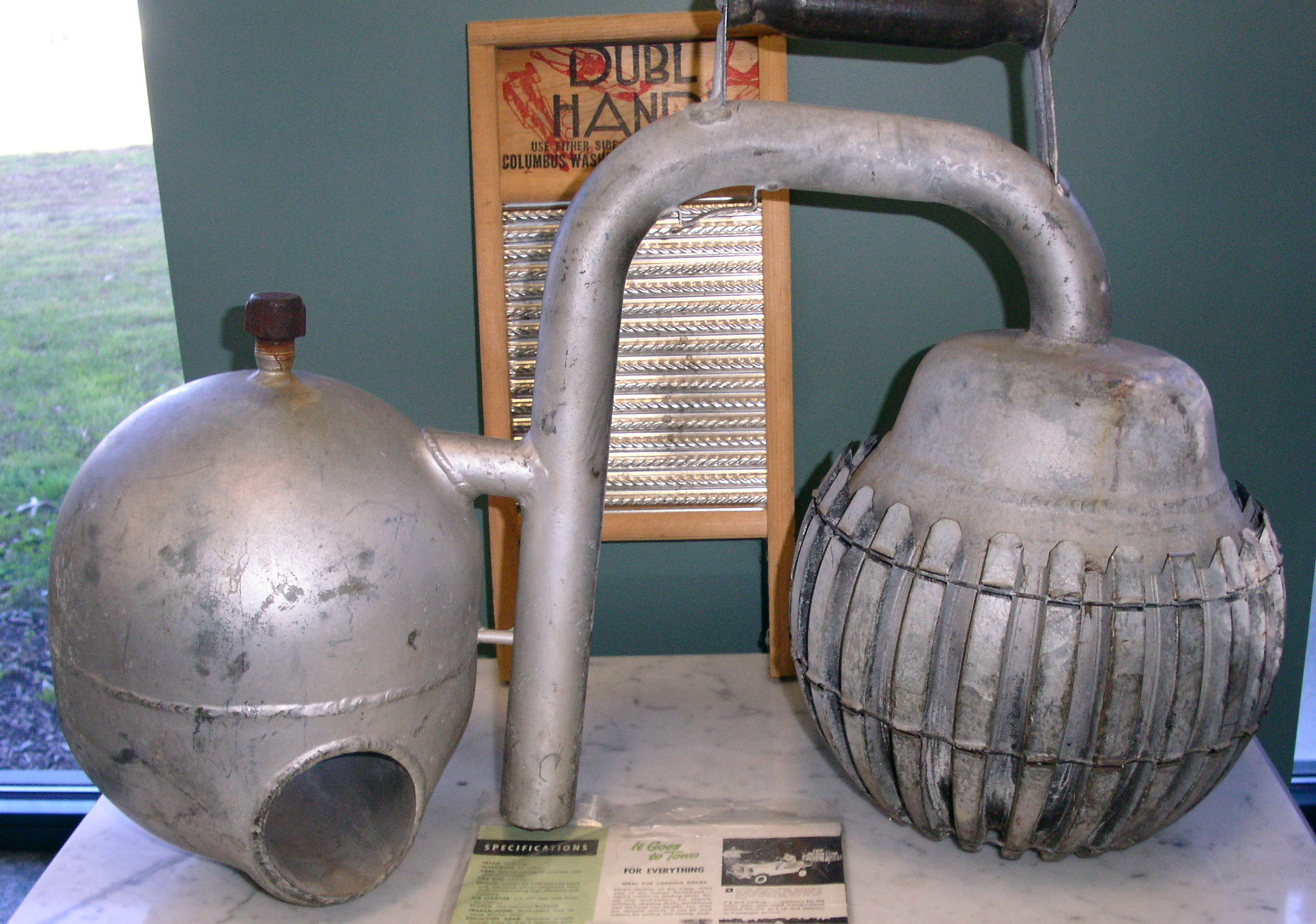
Refrigerador "Icyball"

En la década de 1930, Crosley agregó refrigeradores y otros electrodomésticos y bienes de consumo a la línea de productos de su empresa. Debido a que había invertido en sus propios negocios en lugar del mercado de valores, estaba en mejores condiciones que muchos otros industriales para mantener a sus empleados trabajando y sus productos disponibles para el público durante la Gran Depresión.
El "Icyball " fue uno de los primeros dispositivos de refrigeración no eléctricos. La unidad usaba un ciclo de evaporación para crear frío y no tenía partes móviles. La unidad con forma de mancuerna se "cargaba" calentando un extremo con un pequeño calentador de queroseno. La compañía de Crosley vendió varios cientos de miles de unidades de Icyball antes de suspender su fabricación a finales de la década de 1930. 
En 1932, Crosley tuvo la idea de poner estanterías en las puertas de los refrigeradores. Patentó el refrigerador "Shelvador" y lanzó el nuevo electrodoméstico en 1933. En ese momento era el único modelo con estantes en la puerta. Además de los refrigeradores, la compañía de Crosley vendió otros productos de consumo que incluían el "XERVAC", un dispositivo que supuestamente "revitalizaba las células capilares inactivas" y "estimulaba el crecimiento del cabello". También introdujo el "Autogym", un dispositivo de pérdida de peso impulsado por un motor con un cinturón vibratorio, y el "Go-Bi-Bi", un "andador para bebés", entre otros productos.

## Dueño del equipo de béisbol y deportista
En febrero de 1934, Crosley compró el equipo de béisbol profesional de los Reds de Cincinnati a Sidney Weil, quien había perdido gran parte de su riqueza después del Crac de Wall Street de 1929. Crosley evitó que el equipo se declarara en bancarrota y dejara Cincinnati. También era dueño de los Reds cuando el equipo ganó dos títulos de la Liga Nacional (en 1939 y 1940) y la Serie Mundial en 1940.
Crosley también fue pionero en la transmisión de partidos de béisbol por la radio. El 24 de mayo de 1935, se disputó el primer partido nocturno en la historia del béisbol en el Crosley Field de Cincinnati (que fue rebautizado en honor de Crosley después de que adquirió el equipo), entre los Rojos de Cincinnati y los Phillies de Filadelfia bajo la iluminación eléctrica recién instalada. Con la asistencia a sus partidos nocturnos más de cuatro veces mayor que a los diurnos, la posición financiera del equipo mejoró enormemente. Crosley también aprobó las primeras transmisiones juego por juego de béisbol programadas regularmente en su estación local, WSAI, cuyo lema era "deportes e información", y más adelante en la WLW. La cobertura aumentó tanto la asistencia, que en cinco años los 16 equipos de las grandes ligas tenían transmisiones de radio de cada partido programado. 
A nivel personal, Crosley era un ávido deportista. Aunque nunca tuvo una licencia de piloto, poseía varios hidroaviones, como un Douglas Dolphin, y aviones, incluida la construcción de cinco aviones Crosley "Moonbeam". Además, Crosley afirmaba que llegó a estar inscrito como piloto en las 500 millas de Indianápolis, aunque la afirmación no era del todo precisa. Estuvo inscrito, pero se rompió el brazo trabajando para Carl Fisher (véase arriba). Crosley también era el dueño de yates de lujo con motores potentes, así como un activo pescador que participó en torneos celebrados en Sarasota, Florida. Sirvió como presidente del Anglers Club del área de Sarasota y participó en la fundación del American Wildlife Institute. Era dueño de varios campamentos deportivos, de caza y de pesca: Nikassi, un refugio isleño en Ontario, Canadá; Bull Island en la costa de Carolina del Sur; un retiro de caza que llamó Sleepy Hollow Farm en el condado de Jennings, Indiana, y una casa de vacaciones en el Caribe en Cat Cays, Bahamas.

## Fabricante de aviones

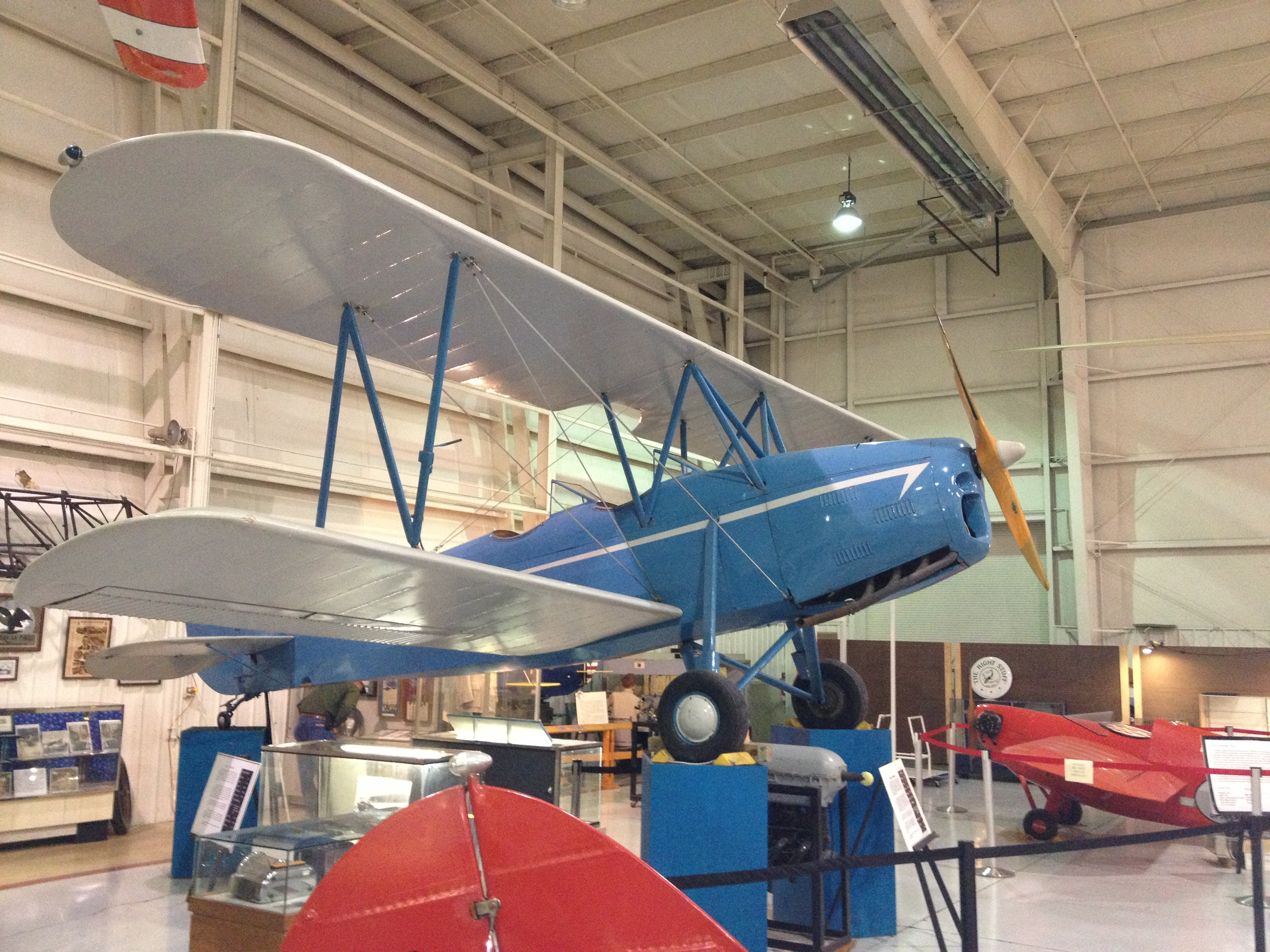
1929 Crosley "Moonbeam" en el Museo de Aviación de Kentucky

El "Moonbeam" de Crosley se construyó en Sharonville, Ohio, volando por primera vez el 8 de diciembre de 1929. Fue diseñado por Harold D. Hoekstra, un empleado de Crosley cuando este era presidente de la Crosley Aircraft Company. Hoeskstra luego se convertiría en Jefe de Ingeniería y Diseño de la Administración Federal de Aviación. Las características únicas de este avión son los largueros de tubo de sección cuadrada utilizados en la construcción del fuselaje, el uso de tubos de torsión en lugar de tirantes de cable y los alerones de aluminio corrugado. El propulsor era un motor Crosley de cuatro cilindros en línea invertido de 90 CV. Hubo un tiempo en que también se probó con un motor 110 Warner Scarab. Según los informes, el N147N fue el primer avión en el que se probaron los espoilers (en mayo de 1930) como dispositivo de control lateral. Se produjeron cinco aviones Moonbeam. El primero fue un parasol de tres plazas; a continuación, un modelo de cabina de cuatro plazas y ala alta; el tercero y el cuarto fueron alas altas de una plaza. Debido a la Gran Depresión, no se pudo producir en serie. El N147N es el último de estos aviones que se conserva. Se encuentra en el Museo de Aviación de Kentucky en Lexington, Kentucky. 

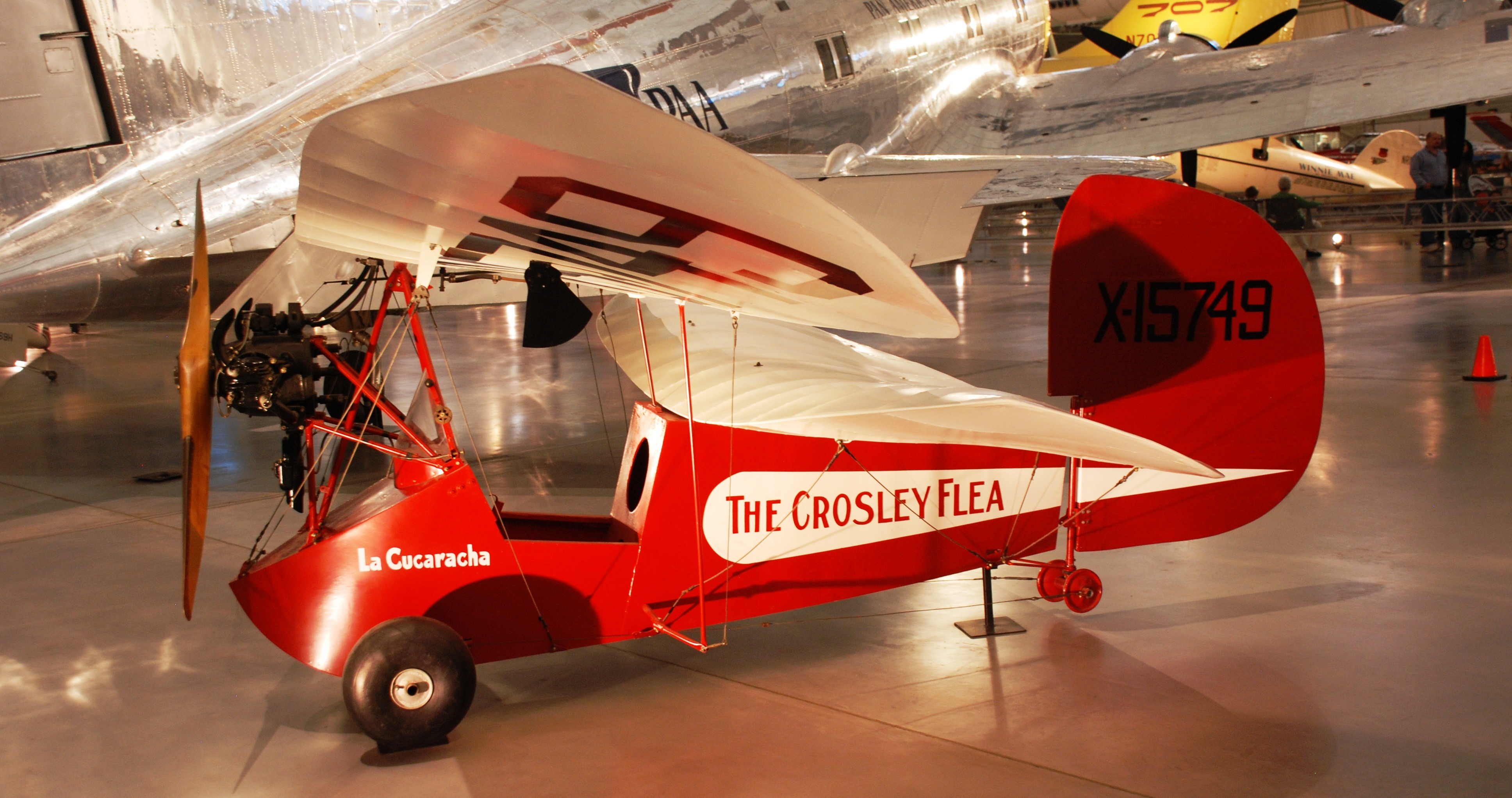
Mignet Crosley "Flea", 1935

En 1933, el francés Henri Mignet diseñó el HM.14 "Pou du Ciel" ("Pulga Voladora"). Ideó un avión simple que los aficionados pudieran construir, y con el que incluso aprender a volar. En un intento de hacer que el avión fuera a prueba de pérdida y seguro para el vuelo de los pilotos aficionados, Mignet abombó las dos alas principales. El "Pou du Ciel" Mignet-Crosley es el primer HM.14 fabricado y volado en los Estados Unidos. Edward Nirmaier, un empleado de Crosley, y otros dos hombres construyeron el avión en noviembre de 1935 para Crosley, con la convicción de que el asequible "Flea" podría convertirse en un avión popular en los Estados Unidos. Después de varios vuelos, un accidente en las carreras aéreas de Miami en diciembre de 1935 finalmente penalizó al Crosley HM.14. Aunque el avión disfrutó de un período de intensa popularidad en Francia e Inglaterra, una serie de accidentes en 1935-36 arruinaron para siempre la reputación del avión.

## Fabricante de automóviles

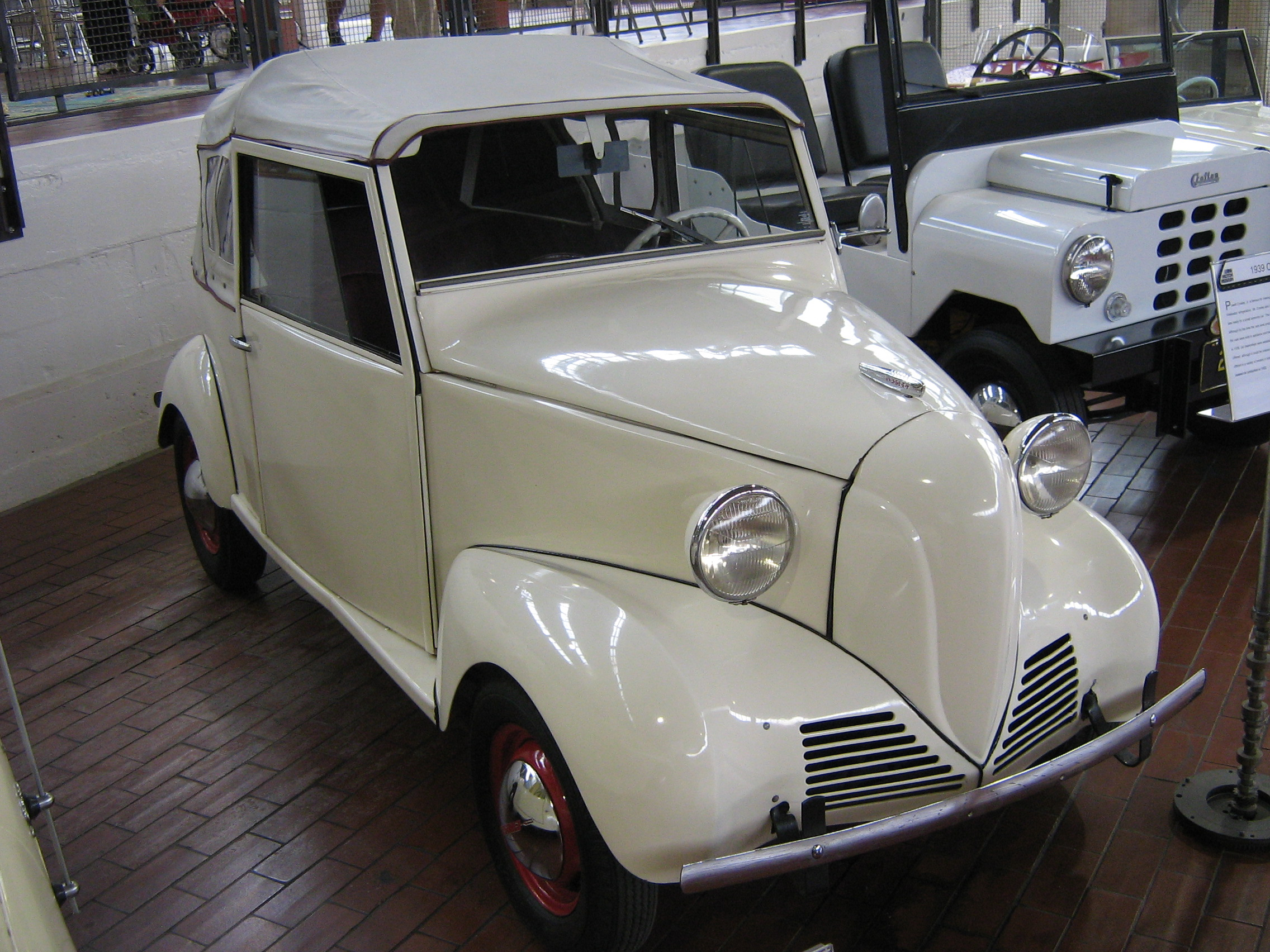
Modelo Crosley "Transferible" de 1939

De todos los sueños de Crosley, el éxito en la construcción de un automóvil asequible para los estadounidenses fue posiblemente el único importante que finalmente no logró. En los años previos a la Segunda Guerra Mundial, Crosley desarrolló nuevos productos que incluyeron revivir uno de sus primeros esfuerzos en el diseño y fabricación de automóviles. En 1939, cuando Crosley introdujo los automóviles Crosley de bajo precio, rompió con la tradición y vendió sus automóviles a través de grandes almacenes independientes dedicados a la venta de electrodomésticos y herramientas, en lugar de los concesionarios tradiciona.
El primer automóvil de Crosley Motors, Inc. hizo su debut en el circuito de Indianápolis el 28 de abril de 1939, con críticas mixtas. El coche compacto tenía 80 pulgadas (203,2 cm) de distancia entre ejes y 38,87 pulgadas cúbicas (637 cm³) un motor Waukesha de dos cilindros, refrigerado por aire. Crosley estimó que su automóvil con techo de tela, que pesaba menos de 1000 libras (453,6 kg) , podría obtener cincuenta millas por galón a velocidades de hasta cincuenta millas por hora. El modelo sedán se vendía por 325 dólaes, mientras que el cupé se vendía por 350. Los modelos de camionetas paneladas y pickups se agregaron a la línea de productos en 1940. Durante el período anterior a la guerra, la compañía tenía plantas de fabricación en Camp Washington, Ohio; Richmond, Indiana; y Marion, Indiana. Cuando el comienzo de la guerra terminó con toda la producción de automóviles en los Estados Unidos en 1942, Crosley había producido 5757 unidades.
Después de que terminó la Segunda Guerra Mundial, Crosley continuó construyendo sus pequeños coches para uso civil. El primer automóvil de posguerra de su compañía salió de la línea de montaje el 9 de mayo de 1946. El nuevo modelo, el Crosley "CC", continuó con la tradición de la compañía de ofrecer autos pequeños, ligeros y de bajo precio. Se vendía por 850 dólares y obtenía entre treinta y cincuenta millas por galón estadounidense. En 1949, Crosley se convirtió en el primer fabricante de automóviles estadounidense en adoptar frenos de disco en todos sus modelos.
Desafortunadamente para Crosley, la economía de combustible dejó de ser un incentivo después de que terminó el racionamiento de la gasolina, y los consumidores estadounidenses también comenzaron a preferir automóviles más grandes. El mejor año de Crosley fue 1948, cuando vendió 24,871 unidades, pero las ventas comenzaron a caer en 1949. Agregar el modelo deportivo "Hotshot" y un vehículo de uso múltiple llamado "Farm-O-Road" en 1950 no detuvo el declive, y solo se vendieron 1522 vehículos de la firma en 1952. Crosley vendió unos 84.000 coches antes del cese de la producción el 3 de julio de 1952. La planta de Crosley en Marion, Indiana, fue vendida a la General Tire and Rubber Company.

## Contratista de producción de guerra

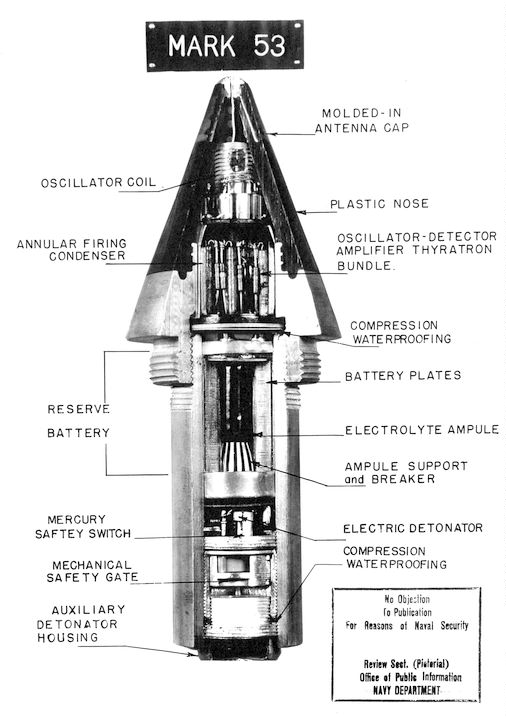
Una espoleta de proximidad Mark 53 VT (fabricada por Crosley) para la Marina de los EE. UU.

La compañía de Crosley estuvo involucrada en la planificación de la producción de guerra antes de diciembre de 1941, y al igual que el resto de la industria estadounidense, se centró en la fabricación de productos bélicos durante la Segunda Guerra Mundial. La compañía fabricó una gran variedad de productos, incluyendo espoletas de proximidad, vehículos militares experimentales, transceptores de radio y torretas de artillería, entre otros artículos.

### Espoletas de proximidad
La producción de guerra más importante de Crosley fueron las espoletas de proximidad, fabricadas por varias compañías para el ejército. Las instalaciones de Crosley produjeron más espoletas que cualquier otro fabricante e hicieron varias innovaciones de su diseño durante su período de producción. La espoleta es ampliamente considerada como el tercer desarrollo más importante de los años de guerra, ubicándose tan solo por detrás de la bomba atómica y del radar.
Irónicamente, el propio Crosley no tenía autorización de seguridad del gobierno de EE. UU. y no participó en el proyecto. Sin la autorización de seguridad del gobierno, se le prohibió ingresar al área de su planta que fabricaba las espoletas y no sabía qué productos de alto secreto producía hasta el final de la guerra. La producción fue dirigida y supervisada por Lewis M. Clement, vicepresidente de ingeniería de la compañía Crosley.
James V. Forrestal, Secretario de Marina de los Estados Unidos, dijo: "La espoleta de proximidad ha ayudado a abrir el camino a Japón . Sin la protección que este ingenioso dispositivo ha dado a las naves de superficie de la Flota, nuestro empuje hacia el oeste no podría haber sido tan rápido y el costo en hombres y naves habría sido enormemente mayor ". George S. Patton, comandante general del Tercer Ejército, comentó: "La graciosa espoleta ganó la Batalla de las Ardenas por nosotros. Creo que cuando todos los ejércitos dispongan de este proyectil, tendremos que idear un nuevo método de guerra". 

### Transceptores de radio, torretas y otros productos
También fueron importantes los muchos transceptores de radio que la compañía de Crosley fabricó durante la guerra, incluidos 150.000 BC-654, un receptor y transmisor que era el componente principal del equipo de radio SCR-284. Crosley Corporation también fabricó componentes para transceptores Walkie-talkie y equipos de radio guía IFR, entre otros productos. Además, también fabricaba cocinas de campo, unidades de suministro de aire para los silos de bombas Sperry S-1 (utilizadas en los bombarderos B-24), unidades de aire acondicionado, torretas de proa para el Martin PBM Mariner y remolques de un cuarto de tonelada. Las torretas de armas para los barcos PT y los bombarderos B-24 y B-29 fueron el contrato militar más grande de la compañía.

### Vehículos militares experimentales
Durante la guerra, la división de fabricación de automóviles de Crosley, CRAD (por Crosley Radio Auto Division), en Richmond, Indiana, produjo motocicletas experimentales, triciclos, vehículos con tracción en las cuatro ruedas y vehículos oruga, incluidos algunos modelos anfibios. Todos estos prototipos militares fueron impulsados por el motor bóxer de dos cilindros que había impulsado el automóvil Crosley original. Crosley tenía cerca de 5000 de estos motores disponibles cuando la producción civil de automóviles cesó en 1942, y esperaba utilizarlos en sus máquinas de guerra en miniatura. 
Un prototipo, el Crosley CT-3 "Pup" de 1942/1943, era un vehículo ligero de un solo pasajero, con tracción a las cuatro ruedas, transportable y que se podía lanzar desde un avión Skytrain C-47. Seis de los "Pup" de 1125 libras (510,3 kg) de peso, se desplegaron en el extranjero después de someterse a pruebas en Fort Benning, Georgia, pero el proyecto "Pup" se suspendió debido a varios componentes poco fiables. Se sabe que se han conservado siete de las treinta y siete unidades construidas.

## Últimos años
Aunque Crosley retuvo la propiedad del equipo de béisbol Cincinnati Reds y Crosley Motors, vendió sus otros intereses comerciales (incluida la cadena de radio WLW y la Corporación Crosley), a la Corporación de Aviación (Avco) en 1945. Crosley permaneció en el consejo de la corporación durante varios años después. Avco puso en el aire la segunda estación de televisión de Ohio, la WLWT-TV, en 1948, el mismo año en que comenzó a fabricar televisores. Avco fabricó algunos de los primeros televisores portátiles con la marca Crosley, que dejó de existir como marca en 1956, cuando Avco cerró la línea de productos no rentables; sin embargo, el nombre de Crosley estaba tan bien establecido que la división de transmisión de Avco, propietaria de WLWT-TV, conservó el nombre de Crosley hasta 1968, siete años después de la muerte de Crosley. 
En 1942 vendió Pimlico Plantation, ahora demolida, y Seagate, su refugio de invierno de Florida, en 1947. En 1954 vendió su casa de vacaciones en Cat Keys, Bahamas, y en 1956 vendió Sleepy Hollow Farm en el condado de Jennings, Indiana, adquirida por el estado de Indiana para su uso como reserva natural. Bull Island, en Carolina del Sur, se convirtió en parte de un refugio nacional de vida silvestre. No se sabe cuándo vendió su retiro de vacaciones en Ontario, Canadá.

## Muerte y legado
Murió el 28 de marzo de 1961 de un ataque al corazón a la edad de 74 años. Está enterrado en el cementerio de Spring Grove en Cincinnati.
A Crosley le gustaba describirse a sí mismo como "el hombre con 50 trabajos en 50 años", un apodo pegadizo que estaba lejos de ser cierto, aunque tenía más de una docena de trabajos antes de empezar a acumular su fortuna con los accesorios para automóviles. Crosley ayudó a bastantes inventores a alcanzar el éxito comprando los derechos de sus inventos y compartiendo las ganancias. Su trabajo proporcionó empleo y productos para millones de personas. 
Algunos de los logros más notables de las compañías de Crosley:
- Presentó el primer automóvil compacto a los consumidores estadounidenses (en 1939)[18]
- Se convirtió en la segunda compañía en instalar autorradios en sus modelos[27]
- Primero en introducir radios de automóvil con sintonía por pulsadores[27]
- Introdujo los seriales radiofónicos[39]
- Presentó el primer refrigerador no eléctrico (el Icyball)
- Presentó el primer refrigerador con estantes en la puerta (Shelvador)[20]
- Lanzó la estación de radio comercial más potente del mundo (WLW, a 500 kW)[16]
- Instaló el primer sistema de iluminación en un campo de béisbol de las grandes ligas[17][18]
- Presentaciones de periódicos por radio-FAX (Reado)
- Primer fabricante de automóviles estadounidense en utilizar frenos de disco en todos sus modelos (en 1949)[2]

Parte de la finca Pinecroft de Crosley, su antigua casa de Cincinnati, Ohio, es ahora el emplazamiento del Mercy Hospitals West. Las Hermanas Franciscanas de los Pobres han utilizado su mansión como refugio desde principios de los años 1970. Seagate, el antiguo refugio de invierno de Crosley en la Bahía de Sarasota en Florida, funciona como un centro de alquiler para eventos. Pinecroft y Seagate han sido restaurados y figuran en el Registro Nacional de Lugares Históricos. La granja de Crosley en el condado de Jennings, Indiana, es el emplazamiento actual del área de pesca y vida silvestre de Crosley; Bull Island, Carolina del Sur, es parte del Refugio Nacional de Vida Silvestre de Cape Romain. 
La radio WLW continúa funcionando como una estación de onda media. Las plantas de fabricación de Crosley en Richmond y Marion, Indiana, siguen en pie, pero ya no producen automóviles. En 1973, un grupo de ejecutivos de Avco compró la operación de Evendale, Ohio, de la división AVCO Electronics, sucesora de una de las empresas comerciales de Crosley, y la renombró Cincinnati Electronics Corporation. La compañía fabricó una amplia gama de sofisticados equipos electrónicos para comunicaciones y sistemas espaciales, infrarrojos y radar, y guerra electrónica, entre otros. Desde su creación en 1973, Cincinnati Electronics ha sido adquirida por un puñado de compañías, incluidas GEC Marconi (1981), BAE Systems (1999), CMC Electronics (2001) y L-3 Communications (2004-presente). 
La actual Corporación Crosley no está conectada con la antigua empresa Crosley. Un distribuidor independiente de electrodomésticos formó la compañía actual después de comprar los derechos del nombre de Avco en 1976. Sus electrodomésticos son fabricados principalmente en América del Norte por Electrolux y Whirlpool Corporation. Whirlpool fabrica lavadoras de gama alta Crosley en su planta de Clyde, Ohio. En 1984, Modern Marketing Concepts, uno de los principales fabricantes estadounidenses de giradiscos, radios y otros dispositivos electrónicos de audio de estilo vintage, reintrodujo la marca Crosley (Radio Crosley).
Los automóviles y vehículos militares experimentales de Crosley se encuentran en las colecciones de varios museos. Los Crosley también son vehículos codiciados por los coleccionistas de coches antiguos. Los artículos promocionales Bonzo de la compañía Crosley y las radios Crosley Pup se han vuelto valiosos como objetos coleccionables. Un papel maché Crosley Bonzo está en exhibición en la Institución Smithsonian en Washington, D. C.

## Reconocimientos
- Elegido para el Salón de la Fama del Automóvil en 2010.[17]
- Elegido para el Salón de la Fama de la Radio Nacional en 2013.[44]
- La entrada principal a nivel de calle del Great American Ball Park en Cincinnati se llama Crosley Terrace en su honor.